# Liberadas
Liberadas es un programa de entretenimiento presentado por la Telecorporación Salvadoreña. Es transmitido por Canal 6 a la hora del mediodía, de lunes a viernes.
Creado como un programa de entrevistas informativo donde se exponen diferentes temas de interés social. El programa vio la luz el 11 de marzo del 2019
- Gina Salazar (2019-)
- Mónica Casamiquela (2019-)
- Ana Pao Sifuentes (2019-)
- María José Costa (2019-)
- Luciana Sandoval (2024-)
- Marjorie Madrid "Chef Mar" (2022-)

1. ↑  «Conoce a las bellas presentadoras de “Liberadas”, el nuevo programa de TCS». Noticias de El Salvador - elsalvador.com. 21 de febrero de 2019. Consultado el 4 de diciembre de 2024.
2. 1 2  «"Liberadas", el nuevo "talk show" de canal 6».

- Datos: Q131395650